# 야마노마치역
야마노마치역(일본어: 山の街駅, やまのまちえき)은 일본 효고현 고베시 기타구에 있는 고베 전철 아리마 선의 역이다. 역 번호는 KB08이다. 해발 316m이다.
전 종별 정차역인지만 한신·아와지 대지진 직후 다니가미 역행 5량 편성은 통과한다(4량 편성분까지 정차 가능).

## 역사
- 1928년 11월 28일: 고베 아리마 전기철도(현, 고베 전철)의 미나토가와 ~ 전철 아리마(현, 아리마온센) 간 개통 시에 니자키 신호장으로 개설.
- 1935년 3월 8일: 야마노마치 역으로 영업 개시.

## 역 구조
상대식 승강장 2면 2선의 지평역이다. 승강장 유효 길이는 4량이다. 개찰구는 상행 승강장의 남북으로 1곳씩 설치되어 있다. 하행 승강장에는 아리마구치 방향의 구내 건널목에서 연결된다. 예전에는 기타스즈란다이 방향에 보선용 측선이 있었지만 현재는 주차장이 되었고, 훈련용 차량도 들어갔었다. 이 때문에, 방향막에 야마노마치의 행선지와 종류에 교습이 들어 있다.

### 승강장
| 역사측 | ■ 아리마 선(상행) | 스즈란다이・미나토가와・신카이치 방면                 |
| 반대측 | ■ 아리마 선(하행) | 다니가미・아리마구치・아리마온센・요코야마・산다 방면 |

## 역 주변
역 서쪽에 주택가가 확산되어 있다.
- 고베 야마노마치 우체국
- 고베 드라이빙 스쿨

## 인접역
| 고베 전철 아리마 선               | 고베 전철 아리마 선                 | 고베 전철 아리마 선                 |
| --------------------------------- | ----------------------------------- | ----------------------------------- |
| KB07 기타스즈란다이 신카이치 방면 | ■ 특쾌속(신카이치 행만 운행) ■ 급행 | 다니가미 KB10 산다・아리마온센 방면 |
| 고베 전철 아리마 선               |                                     |                                     |
| KB07 기타스즈란다이 신카이치 방면 | ■ 준급 ■ 보통                       | 미노타니 KB09 산다・아리마온센 방면 |